# Зорянський степ
Зорянський степ — ботанічний заказник місцевого значення. Об'єкт розташований на території міста Макіївка Донецької області, поблизу селищ Межове й Високе та сіл Грузько-Зорянське й Грузько-Ломівка на землях Гірницького району Макіївки. Площа — 325,92 га, статус отриманий у 2010 році. Геоботанічний район, в якому розташований заказник — північна частина Кринсько-Нагольного району Донецького геоботанічного округу смуги різнотравно-типчаково-ковилових степів Приазовсько-Чорноморської степової підпровініції Чорноморської провінції Європейсько-Азійської степової області.
Заказник створено з метою збереження та відновлення природних комплексів та їх окремих компонентів. Місцевість, що знаходиться на південь від заказника, тбто між містом Моспине та селом Грузько-Ломівка, пропонувалася для розширення заказника шляхом приєднання ділянок різнотравно-типчаково-ковилового справжнього та петрофітного варіантів степу (Caragana scythica, Galium raisiae Ostapko, Astragalus pubiflorus DC.).

## Історія
Фахівці Донецького ботанічного саду Національної академії наук України провели природоохоронну оцінку територій, перспективних для включення їх до складу природно-заповідного фонду Макіївки, виявили цінні види рослин, що потребують охорони, у тому числі ендемічні та реліктові види фітоценозів південного сходу України.
Вже після оголошення території заказником на ній у 2012 році невідомими було облаштовано кілька копанок і велися незаконні видобутки вугілля.

## Опис
Ґрунти на території являють собою гумусні чорноземи з виходами материнських порід — пісковиків. Флора змінена під впливом антропогенних факторів. Типи рослинності: степова, петрофітна, прибережноводна, синантропна. Наявні дійсні і петрофітні степи, невеликі луки, прибережноводні формації вздовж ріки.
Флористичний список включає не менш, ніж 350 видів. Відновлення природної рослинності, зокрема, ковилових асоціацій. На ділянках дійсних степів переважають асоціації з домінуванням типчака валиського, значні діялянки займають фітоценози з домінуванням ковили волосистої, великі площі займають зарості пирію повзучого. Ці види ростуть поруч з тонконогом, келерією гребінчастою, полином Маршалла, деревієм паннонським, веронікою, миколайчиком польовим, чебрецем Маршалла. На території заказнику є велкі ділянки перелогової рослинності, де процес відновлення степу характеризується не лише пирійною стадією, а більшою участю типчака, ковили волосистої і ковили Лессінга, багатьох видів різнотрав'я: деревію паннонського, полину Маршалла, цмину піщаного.
На схилах північної експозиції зростають лабазник звичайний, залізняк клубненосний, дивина борошниста, парило звичайне.
На схилах південної і південно-східної експозиції на глинистих породах, пісковиках і сланцях: петрофітно-степові і петрофітні асоціації з домінуванням і содомінуванням бромопсису прибережного, грудниці волохатої, чебрецю двовидного, цміну піщаного, юринеї, головчатки уральської, бурачка звивистого, деревію тонколистого, бедренця крейдяного, ефедри двоколоскової, піжми тисячолистої, зміївки розчепіреної, бородача звичайного.
На схилах зустрічаються чагарникові степи з домінуванням спиреї звереболистої, зрідка — мигдаль низький. Зустрічаються зарості або поодинокі степові чагарники — терен степовий, шипшина, глід.
У заплаві зростають очерет звичайний, пирій повзучий, тонконіг лучний, конюшина.
В околицях села Грузько-Ломівка на південних схилах трапляються угрупування карагани скіфської — південнопричорноморського ендеміку, внесеного до Європейського червоного списку і Червоної книги України. Площа великого фрагменту її популяції — 4 га. Фрагмент карагани скіфської виявлено також між селами Високе і Грузько-Зорянське. Карагана скіфська є одним з головних флористичних об'єктів охорони.
Серед степових видів виявлено ще десять рарітетних: гіацинтик Палласів (Світовий червоний список, також охороняється рішенням Донецької обласної ради); ковила волосиста, ковила Лесінга і ковила Іоанна, тюльпан змієлистий — Червона книга України; мигдаль низький, астрагал пухнастоквітковий, аспленій муровий, папороть костінець постінний (охороняються рішеннями Донецької обласної ради); ефедра двоколоскова — реліктовий вид, охороняється рішенням Донецької обласної ради; маренка гранітна — приазовсько-донецький ендемик; юринея гранітна — південнопричорноморський ендемик; костенець залозістий вперше виявлений на цій території (раніше вважався ендеміком Криму і Кавказу), рекомендований до охорони на регіональному рівні.
Природоохоронні обмеження користування територією полягають у забороні збору рідкісних та лікарських рослин, забороні випасання худоби.